# Baydon
Baydon è un villaggio e una parrocchia civile della contea del Wiltshire, Sud Ovest dell'Inghilterra, Regno Unito. Si trova sull'antica strada romana di Ermin Way tra Newbury nel Berkshire e Swindon nel Wiltshire. 

## Geografia

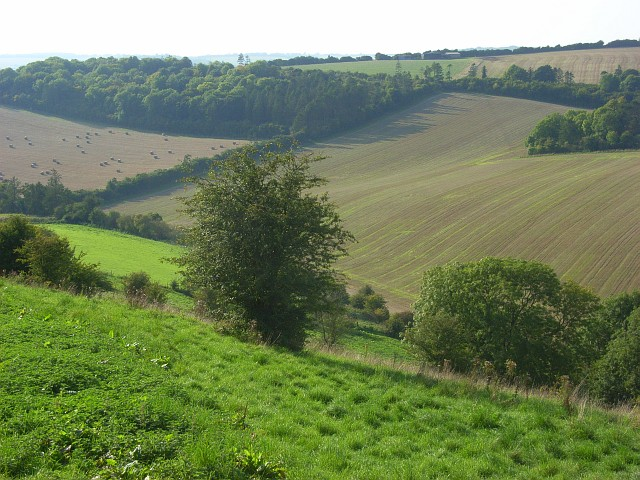
Territorio agricolo attorno a Baydon

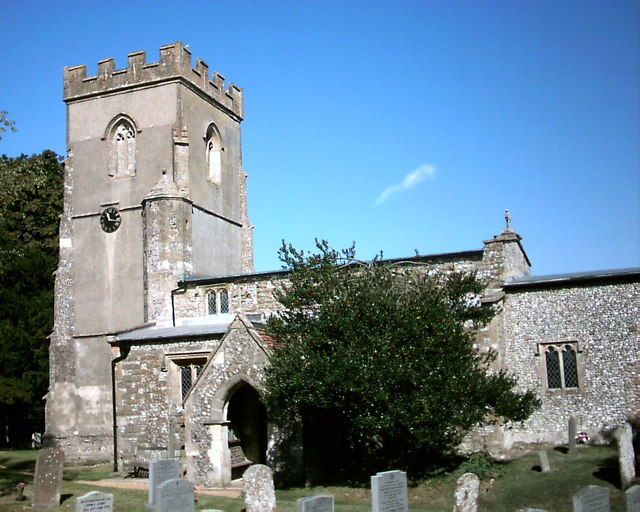
Chiesa di San Nicola

Il villaggio si trova in un territorio con un'altitudine media di 230 metri sul livello del mare risultando così il secondo villaggio più alto del Wiltshire. I suoi confini, in particolare quello con Ramsbury, sono irregolari, eccetto la parte del confine occidentale segnato dalla strada romana Ermin Street. Quasi certamente attorno all'XI secolo tutta la terra di Baydon faceva parte della tenuta Ramsbury del vescovo di Salisbury. I proprietari e gli affittuari dei due possedimenti liberi e dei terreni demaniali e consuetudinari del maniero di Ramsbury a Baydon condividevano quasi tutta la terra. Nel 1778 fu tracciata la linea tra Preston nella decima di Whittonditch e Baydon.

## Storia
Sebbene il sito del villaggio suggerisca un'origine antica il primo riferimento ufficiale su documenti a Baydon è del 1196. Quasi certamente già nel 1086 tutta la terra di Baydon faceva parte della tenuta Ramsbury del vescovo di Salisbury. Il demanio del vescovo e i territori vicini facevano parte del feudo di Ramsbury, ma insieme venivano spesso citati come se formassero un feudo separato. Al vescovo fu concessa la libertà di usare le sue terre demaniali nel 1294 e la maggior parte del feudo di Baydon fu venduto da Henry Powle tra il 1677 e il 1681. Il resto, forse 500 acri, detenuti per copia e locazione nel 1778, passò con il feudo di Ramsbury attraverso la famiglia Jones a Sir Francis Burdett. Nel 1827 la maggior parte di quella terra era stata accorpata alla fattoria Manor, che Burdett poi vendette a John Williams. A Williams successe un altro John Williams che nel 1884 vendette la fattoria, 495 acri, compresi i terreni nelle parti nord e sud della parrocchia. Francis James Simpkins ne fu il proprietario dal 1885 al 1890. Passò prima del 1899 a William James Phelps, che ne fu il proprietario fino al 1913. Quasi tutta la terra a sud di Ermin Street e Baydon Road fu in seguito acquisita da Moses Woolland che passò con la sua tenuta Marridge Hill a Ramsbury a suo figlio Walter, che nel 1947 possedeva e vendette quasi tutta la terra agricola a Baydon a sud della strada romana. Oltre 200 acri di questi nell'angolo sud-orientale della parrocchia facevano parte della tenuta di Marridge Hill del maggiore H. O. Stibbard nel 1981. Il terreno a nord della strada romana e degli edifici e parte del terreno a sud furono venduti nel 1955 da Edwin Smith come fattoria signorile. Nel 1981 la maggior parte del terreno a nord della strada faceva parte della fattoria Finches. Baydon ottenne lo status di parrocchia civile a pieno titolo negli anni novanta del XVIII secolo quando la sua chiesa divenne indipendente dalla chiesa di Ramsbury. La terra a Gore Lane rimase parte del maniero di Ramsbury fino al 1804 circa, quando passò da Sir Francis Burdett a Henry Read di Crowood. Un certo John Williams la acquistò da Read intorno al 1812, fu venduta nel 1872 e alla fine del XIX secolo fu utilizzata per l'addestramento dei cavalli da corsa, presumibilmente dalle scuderie di Russley Park a Bishopstone. Nel XIX secolo rimanevano circa dieci fattorie di una certa dimensione nell'intero territorio quidi predominava l'attività agricola. Due dei primi pionieri dell'aratura a vapore operarono nel villaggio: J. A. Williams e A. Brown, e in particolare Williams apportò molte modifiche alla sua terra per usare i macchinari in modo efficiente. Nel XX secolo il numero di fattorie sembra essere diminuito, specialmente nella parte meridionale della parrocchia dove nel 1947 quasi tutta la terra era stata assorbita da un'unica tenuta: Baydon House. Restarono tuttavia altre attività come la produzione di cereali per l'allevamento di bovini e un'azienda casearia con sede a Crowood Farm e Upper Whittonditch.

## Monumenti e luoghi d'interesse
Nel territorio di Baydon sono presenti vari edifici e punti di interesse. Tra questi:
- Chiesa di San Nicola. Appartiene alla diocesi di Salisbury, è stata edificata nell'XI secolo e dal 22 agosto 1966 è un monumento classificato di secondo grado per il suo particolare interesse storico e architettonico.[4]

Altri edifici di un certo interesse sono un fienile a Finches Farm risalente al XVII secolo, con muri in selce e un tetto di paglia e la Baydon House Farmhouse, con una pietra che porta la data del 1744 e pure questa considerata un monumento classificato di secondo grado.